# 罗蕾莱 (名字)

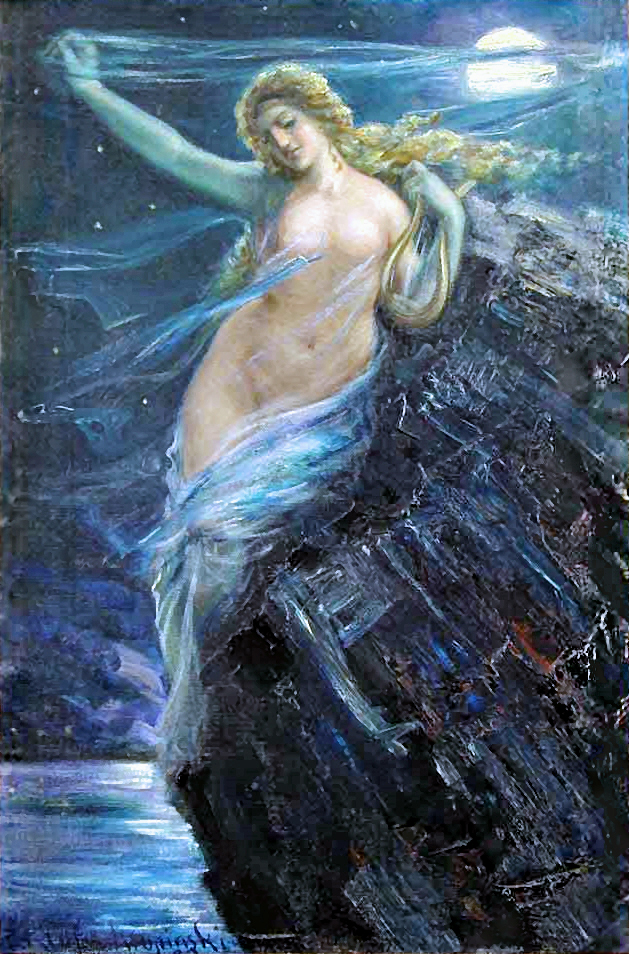
罗蕾莱

罗蕾莱（Lorelei，有时拼作‘Lorelai’‘Loreley’或‘Lorilee’）是一个女性或阴性名字，起源于莱茵河上的一座名为罗蕾莱的礁石。有传说称礁石上曾住着一个名叫罗蕾莱的少女，她会用歌声引诱渔夫，之后杀死他们。